# Ser O Parecer: The Global Virtual Union
Ser O Parecer: The Global Virtual Union (também conhecido como Ser O Parecer 2020: El Concierto) é um concerto virtual realizado pelo grupo musical pop mexicano RBD em 26 de dezembro de 2020. Foi o primeiro show realizado pelo grupo após a separação em 2008.
O concerto teve sua exibição televisionada transmitida em 28 de março de 2021 pelo canal mexicano Las Estrellas como um especial intitulado Ser O Parecer 2020: El Concierto, onde além do show, mostrou toda a trajetória do grupo mexicano.

## Antecedentes
Em 4 de outubro de 2004, estreou no Canal de las Estrellas a telenovela juvenil Rebelde (2004–06), que deu origem ao grupo mexicano RBD, formado pelos seis protagonistas – Alfonso Herrera, Anahí, Christian Chávez, Christopher Uckermann, Dulce María e Maite Perroni – do melodrama. Após o fim da telenovela, o grupo continuou as atividades e em 4 anos, lançou seis álbuns de estúdio: Rebelde (2004), Nuestro Amor (2005), Celestial (2006), Rebels (2006), Empezar Desde Cero (2007) e Para Olvidarte de Mí (2009), seis álbuns de vídeo: Tour Generación RBD En Vivo (2005), Live in Hollywood (2006), Live in Rio (2007), Hecho en España (2007), Live in Brasília (2009) e Tournée do Adeus (2009) e quatro turnês mundiais. Em 21 de dezembro de 2008, o grupo realizou o último show da carreira em Madri, na Espanha, encerrando definitivamente as atividades em grupo.
Em 22 de dezembro de 2019, os seis integrantes postaram simultaneamente nas redes sociais uma foto durante um encontro na casa de Alfonso Herrera. Especulou-se que o encontro seria para planejar a volta do grupo e uma possível turnê, o que foi negado posteriormente pelos integrantes.

## Desenvolvimento

O grupo interpretando a canção "Siempre He Estado Aquí" durante o concerto.

Foi anunciado no dia 30 de setembro de 2020, um concerto virtual chamado Ser o Parecer – The Global Virtual Union, em que constariam somente os quatro integrantes originais: Anahí, Christian Chávez, Christopher Uckermann e Maite Perroni. Os integrantes Dulce María e Alfonso Herrera não participaram do projeto porque a primeira havia dado à luz a sua primeira filha em dezembro de 2020 e Herrera estava focado na atuação.
Durante a canção "No Pares" – que é interpretada apenas por Dulce María – houve uma homenagem para María e Herrera. A gravação do show aconteceu em 26 de dezembro de 2020 nos estúdios Reyium em Three Rivers, nos Estados Unidos, sendo realizado totalmente em chroma key, onde cada canção possui um cenário distinto. O show teve uma audiência superior a 1,5 milhão de telespectadores.
O canal mexicano Las Estrellas transmitiu o concerto – intitulado Ser O Parecer 2020: El Concierto – como um especial de televisão em 28 de março de 2021 e posteriormente em 2 de maio de 2021 foi exibido pelo canal latino-americano Univision nos Estados Unidos. O programa foi conduzido pela apresentadora Odalys Ramírez e pela atriz Michelle Renaud.
Além do show, o especial contou com depoimentos do elenco da telenovela Rebelde (2004–06), como Angelique Boyer, Zoraida Gómez, Leticia Perdigón, Jack Duarte, Rodrigo Nehme, Grettell Valdéz e Julio Camejo.

## Repertório
1. "Ser O Parecer"
2. "Sólo Quédate en Silencio"
3. "Bésame Sin Miedo"
4. "Enséñame"
5. "Inalcanzable"
6. "Tu Amor"
7. "Empezar Desde Cero"
8. "Aún Hay Algo"
9. "Este Corazón"
10. "Un Poco de Tu Amor"
11. "Tras de Mí"
12. "No Pares"
13. "Siempre He Estado Aquí"
14. "Nuestro Amor"
15. "Sálvame"
16. "Rebelde"

## Álbum ao vivo
Ser O Parecer: The Global Virtual Union (En Vivo) é o sétimo e último material ao vivo do grupo mexicano RBD, lançado em 10 de junho de 2021 pela Universal Music.
Foi gravado em 26 de dezembro de 2020 durante o show virtual que leva o mesmo nome do álbum. É o único material do grupo que não contêm os vocais dos integrantes Alfonso Herrera e Dulce María.

### Divulgação
Inicialmente o álbum estava programado para ser lançado em 14 de fevereiro de 2021, o que não ocorreu. A gravadora Universal Music Brasil divulgou que o lançamento do álbum ocorreria em 4 de junho de 2021, o que também não aconteceu. O lançamento oficial aconteceu uma semana depois, em 10 de junho de 2021.
Singles promocionais
- "Siempre He Estado Aquí" é o primeiro single promocional, lançado em 17 de novembro de 2020.[26] A versão ao vivo foi lançada em 5 de fevereiro de 2021.[27]
- "Sálvame" é o segundo single promocional do álbum, sendo lançado em 5 de março de 2021.[28]
- "Tu Amor" foi lançada em 29 de março de 2021 como terceiro single promocional do projeto.[29]
- "Inalcanzable" é o quarto single promocional do álbum, disponível em 30 de abril de 2021.[30]
- "Empezar Desde Cero" foi o quinto e último single promocional do projeto, lançado em 21 de maio de 2021.[31]

### Lista de faixas
Todas as faixas estão descritas com "En Vivo".
| N.º            | Título                     | Compositor(es)                           | Produtor(es)                    | Duração |  |
| 1.             | "Ser O Parecer"            | Armando Ávila                            | Juan Martín                     | 3:33    |  |
| 2.             | "Solo Quédate en Silencio" | Mauricio Arriaga                         | Giorgio Torelli Jorge D'Alessio | 3:28    |  |
| 3.             | "Enséñame"                 | Javier Calderón                          | Torelli                         | 3:47    |  |
| 4.             | "Bésame Sin Miedo"         | Chico Bennett John Ingoldsby Carlos Lara | Torelli                         | 3:44    |  |
| 5.             | "Inalcanzable"             | Lara                                     | Marian Ruzzi                    | 4:28    |  |
| 6.             | "Tu Amor"                  | Diane Warren                             | Ruzzi                           | 4:37    |  |
| 7.             | "Empezar Desde Cero"       | Ávila                                    | Ali Stone                       | 3:05    |  |
| 8.             | "Aún Hay Algo"             | Lara Max di Carlo                        | Ruzzi                           | 3:16    |  |
| 9.             | "Este Corazón"             | Ávila                                    | Aureo Baqueiro                  | 3:08    |  |
| 10.            | "Un Poco de Tu Amor"       | Lara di Carlo                            | Torelli                         | 3:29    |  |
| 11.            | "Tras de Mí"               | Lara di Carlo Pedro Damián               | Baqueiro                        | 4:04    |  |
| 12.            | "No Pares"                 | Lynda Thomas                             | Stone                           | 4:18    |  |
| 13.            | "Siempre He Estado Aquí"   | Mauricio Rengifo Andrés Torres           | Rengifo Torres                  | 3:06    |  |
| 14.            | "Nuestro Amor"             | Emil "Billy" Méndez Memo Mendez Guiu     | Baqueiro                        | 3:41    |  |
| 15.            | "Rebelde"                  | Lara di Carlo                            | Torelli D'Alessio               | 5:30    |  |
| 16.            | "Sálvame"                  | Lara di Carlo Damián                     | Torelli D'Alessio               | 5:21    |  |
| Duração total: | Duração total:             | Duração total:                           | Duração total:                  | 1:02:40 |  |

### Histórico de lançamento
| Região | Data                | Formato(s)       | Gravadora | Ref.   |
| ------ | ------------------- | ---------------- | --------- | ------ |
| Vários | 10 de junho de 2021 | Download digital | Universal | [ 32 ] |

## Prêmios e indicações
| Ano  | Prêmio                      | Categoria             | Resultado | Ref.          |
| ---- | --------------------------- | --------------------- | --------- | ------------- |
| 2021 | Latin American Music Awards | Show Virtual Favorito | Venceu    | [ 33 ] [ 34 ] |

## Créditos
Todo o processo de elaboração de Ser O Parecer: The Global Virtual Union atribui os seguintes créditos:
Vocais
| - Anahí: vocal principal - Christian Chávez: vocal principal - Christopher Uckermann: vocal principal - Maite Perroni: vocal principal | - Angel Santoyo: vocal de apoio - Ali Stone: vocal de apoio - Sandy Dominguez: vocal de apoio |

Gestão
| - Universal: gravadora, proprietária dos direitos autorais - 4Pop, LLC: produção | - Guillermo Rosas: produção executiva, geral e direção criativa - Javier Talán: produção |

Locais de gravação
- Reyium Studios (Three Rivers, Califórnia)

Visuais e imagem
| - Alfonso Castro: direção de moda - Alvaro Montaño: figurino - Erick Moreno: direção de moda - Gerard Ángulo: figurino | - Javier de La Rosa: maquiagem - Jorge Beltrán: cabelo - Mary Lizbeth Pérez: figurino |

Produção
| - Alejandra Duarte: criação adicional - Alfredo Mejia: produção criativa - Ali Stone: produção musical, programação, sintetizadora, arranjador vocal - Andrés Torres: produção musical - Aureo Baqueiro: produção musical - Christopher Uckermann: direção criativa - Daniel Galindo: mixagem, estúdio pessoal - Eswa G: violino | - Felipe Thichauer: engenheiro de masterização, estúdio pessoal - Gilberto Ruiz-Ortega: direção de arte - Giorgio Torelli: direção musical e produção musical - Gus Borner: engenheiro de masterização - Jorge D'Alessio: criação adicional, produção musical - Juan de Dios Martín: produção musical - Marian Ruzzi: produção musical - Mauricio Rengifo: produção musical |

Instrumentação
| - Charly Rey: guitarra - Daniel Loyo: baixo - Felipe Sanabria: Saxofone - Javier Calderón: guitarra - Giorgio Torelli: teclado | - Jesús "Chuz" Estrada: bateria - Luis Emilio Arreaza (Catire): percussão - Manuel Hernández: trombone - Moisés García: trompete |